# Итонвилл (Флорида)
Итонвилл (англ. Eatonville) — муниципалитет, расположенный в округе Ориндж (штат Флорида, США) с населением в 2432 человека по статистическим данным переписи 2000 года.

## География
По данным Бюро переписи населения США муниципалитет Итонвилл имеет общую площадь в 2,85 квадратных километров, из которых 2,59 кв. километров занимает земля и 0,26 кв. километров — вода. Площадь водных ресурсов округа составляет 9,12 % от всей его площади.
Муниципалитет Итонвилл расположен на высоте 29 м над уровнем моря.

## Демография
По данным переписи населения 2000 года в Итонвиллe проживало 2432 человека, 548 семей, насчитывалось 761 домашнее хозяйство и 858 жилых домов. Средняя плотность населения составляла около 853,33 человека на один квадратный километр. Расовый состав населённого пункта распределился следующим образом: 7,5 % белых, 89,31 % — чёрных или афроамериканцев, 0,49 % — коренных американцев, 0,29 % — азиатов, 0,82 % — представителей смешанных рас, 1,56 % — других народностей. Испаноговорящие составили 3,54 % от всех жителей.
Из 761 домашних хозяйств в 35,5 % воспитывали детей в возрасте до 18 лет, 28,0 % представляли собой совместно проживающие супружеские пары, в 37,6 % семей женщины проживали без мужей, 27,9 % не имели семей. 22,5 % от общего числа семей на момент переписи жили самостоятельно, при этом 8,5 % составили одинокие пожилые люди в возрасте 65 лет и старше. Средний размер домашнего хозяйства составил 2,92 человек, а средний размер семьи — 3,42 человек.
Население муниципалитета по возрастному диапазону по данным переписи 2000 года распределилось следующим образом: 33,6 % — жители младше 18 лет, 8,8 % — между 18 и 24 годами, 27,5 % — от 25 до 44 лет, 19,6 % — от 45 до 64 лет и 10,4 % — в возрасте 65 лет и старше. Средний возраст жителей составил 31 год. На каждые 100 женщин в Итонвиллe приходилось 88,7 мужчин, при этом на каждые сто женщин 18 лет и старше приходилось 81,3 мужчин также старше 18 лет.
Средний доход на одно домашнее хозяйство составил 29 457 долларов США, а средний доход на одну семью — 31 042 доллара. При этом мужчины имели средний доход в 21 719 долларов США в год против 21 328 долларов среднегодового дохода у женщин. Доход на душу населения составил 29 457 долларов в год. 21,9 % от всего числа семей в населённом пункте и 25,0 % от всей численности населения находилось на момент переписи населения за чертой бедности, при этом 29,3 % из них были моложе 18 лет и 24,5 % — в возрасте 65 лет и старше.